# Karólína Lea Vilhjálmsdóttir
Karólína Lea Vilhjálmsdóttir (Reykjavik, 8 augustus 2001) is een IJslands voetbalspeelster. Ze speelt als middenvelder voor FC Inter Milaan in de Serie A.

## Clubcarrière
Vilhjálmsdóttir begon haar carrière bij FH Hafnarfjörður op vijftienjarige leeftijd. In 2018 stapt ze over naar Breiðablik Kópavogur waarvoor ze 8 doelpunten maakt in 49 wedstrijden.
In januari 2021 tekende Vilhjálmsdóttir een contract bij FC Bayern München, wat haar tot 2024 aan de Duitse club verbindt.
Op 7 maart 2021 maakt Vilhjálmsdóttir haar debuut voor FC Bayern München in een met 5-1 gewonnen uitwedstrijd bij SC Freiburg. De twee daaropvolgende seizoenen moet Vilhjálmsdóttir het vooral met invalbeurten doen en komt ze tot 18 wedstrijden. Bayern München verlengt het contract van Vilhjálmsdóttir tot medio 2025.
Op 7 juli 2023 verhuurde FC Bayern München Vilhjálmsdóttir aan Bayer 04 Leverkusen. Op 17 september 2023 maakte Vilhjálmsdóttir haar debuut voor Bayer 04 Leverkusen in een met 3-0 verloren uitduel tegen VfL Wolfsburg. In de volgende wedstrijd, thuis tegen 1. FC Nürnberg, maakt Vilhjálmsdóttir haar eerste twee doelpunten in de Bundesliga.
Op 19 juni 2024 verlengde Vilhjálmsdóttir haar contract bij FC Bayern München tot medio 2026. Daarnaast tekende ze, om meer speelminuten te kunnen maken, een nieuwe huurovereenkomst bij Bayer 04 Leverkusen tot medio 2025. Na het seizoen 2024/25 liet ze Duitsland achter zich en tekende ze een driejarig contract bij het Italiaanse FC Inter Milaan.

## Statistieken
| Seizoen | Club                | Land      | Competitie  | Wedstrijden | Doelpunten |
| ------- | ------------------- | --------- | ----------- | ----------- | ---------- |
| 2016    | FH Hafnarfjörður    | IJsland   | Úrvalsdeild | 14          | 4          |
| 2017    | FH Hafnarfjörður    | IJsland   | Úrvalsdeild | 14          | 4          |
| 2018    | Breiðablik          | IJsland   | Úrvalsdeild | 16          | 0          |
| 2019    | Breiðablik          | IJsland   | Úrvalsdeild | 18          | 2          |
| 2020    | Breiðablik          | IJsland   | Úrvalsdeild | 15          | 1          |
| 2020/21 | Bayern München      | Duitsland | Bundesliga  | 10          | 0          |
| 2021/22 | Bayern München      | Duitsland | Bundesliga  | 10          | 0          |
| 2022/23 | Bayern München      | Duitsland | Bundesliga  | 7           | 0          |
| 2023/24 | Bayer 04 Leverkusen | Duitsland | Bundesliga  | 22          | 5          |
| 2024/25 | Bayer 04 Leverkusen | Duitsland | Bundesliga  | 22          | 2          |
| 2025/26 | FC Inter Milaan     | Italië    | Serie A     | 0           | 0          |
| Totaal  | Totaal              | Totaal    | Totaal      | 144         | 18         |

Laatste update: 2 juli 2025

## Interlandcarrière
Vilhjálmsdóttir kwam uit voor IJsland O19 alvorens ze haar debuut maakte voor het IJslandse nationale team. Haar eerste interlanddoelpunt maakte Vilhjálmsdóttir in een met 9-0 gewonnen wedstrijd tegen Letland.
In 2022 werd Vilhjálmsdóttir geselecteerd voor het EK 2022. Op dit toernooi speelde IJsland alle wedstrijden gelijk, wat uitschakeling in de groepsfase betekende. Vilhjámsdóttir kwam in alle wedstrijden in actie. Ze maakte in het twee groepsduel tegen Italië haar eerste EK doelpunt door de Italiaanse keepster  Laura Giuliani in de derde minuut te verschalken.
Op 6 september 2022 was IJsland heel dicht bij deelname aan haar eerste WK. IJsland had aan een gelijkspel tegen Nederland genoeg om zich te plaatsen, maar door een laat doelpunt van Esmee Brugts viel de IJslandse droom in duigen. IJsland plaatste zich nog wel voor de play-offs maar daarin was Portugal met 4-1 na extra tijd te sterk. Door een blessure kwam Vilhjálmsdóttir in beide wedstrijden niet in actie.
Op 13 juni 2025 werd ze opgenomen in de IJslandse selectie voor op het EK 2025 in Zwitserland.